# Francis Narin
Francis Narin, nascut el 1934 a Filadèlfia, Pennsylvània, és gestor d'informació i bibliòmetra, pioner en el camp de la cienciometria.
Estudià Química al Franklin and Marshall College, i va graduar-se en enginyeria nuclear al North Carolina State College. Es doctorà en bibliometria a la Walden University. Treballà al laboratori Los Alamos National Laboratory i a l'ITT Research Institute on va desenvolupar eines per avaluar la recerca científica i els seus efectes sobre els avenços tecnològics. El 1968 fundà la consultoria CHI Research, després anomenada Patent Board, que seria reconeguda internacionalment i que s'especialitzà en el desenvolupament d'eines i indicadors d'avaluació per a l'anàlisi de la ciència i la tecnologia. CHI Research proporcionava "serveis d'indicadors" tant a empreses governamentals com a particulars que fossin capaços de mesurar si les inversions en R+D estaven sent ben emprades. El 1976, juntament amb Gabriel Pinski publica un influent article construït sobre l'anàlisi de citacions d'Eugene Garfield. Als anys 1980 va estudiar la relació entre la literatura de recerca i als 90 va investigar la tecnologia de patents i els seus efectes sobre el rendiment del mercat de valors.
Narin és reconegut com un dels principals experts mundials en anàlisi de la ciència i la tecnologia. I tot i que ara ja està retirat, encara dur a terme tasques d'assessor a The Patent Board, on segueix publicant el "Patent Scorecard" del CHI Research, un standard industrial que mesura la capacitat d'innovació.
El 1988 va guanyar la medalla Derek de Solla Price